# Minicom Advanced Systems
Fondé en 1987 et basé à Jérusalem, Minicom est un fabricant high tech de solutions KVM et Digital Signage[Quoi ?].
Les solutions KVM (Écran Clavier Souris) sur câble CAT5 permettent de gérer des serveurs dans la baie : commutateurs KVM, KVM IP pour contrôler un PC à distance, KVM USB, prolongateur KVM et prolongateur USB.
Minicom fabrique aussi des solutions d'affichage dynamique (encore appelé digital signage). Les produits sont conçus pour développer un réseau d'affichage dynamique capable de délivrer un contenu multimédia à partir d'un Player ou PC vers des écrans situés à distance, sans dégradation de la qualité du son ou de l'image :
- Distributeurs et Splitters Audio-Vidéo –Série pour la diffusion d'un message multimédia vers des écrans plasma ou LCD
- Prolongateurs Audio/Vidéo, Vidéo/Série et fibre optique pour le déport et le contrôle à distance des équipements d'affichage

Minicom est présent dans 50 pays, et fait partie du Fast 50 de Deloitte Technology, qui récompense les 500 entreprises mondiales ayant la croissance la plus élevée dans le domaine de la high tech.
En 2005, Minicom a acquis Replicom Ltd, qui s'occupe aujourd'hui de la recherche et développement.
En octobre 2006, Intel a investi dans le capital de Minicom